# Ürmöshát megállóhely
Ürmöshát megállóhely egy megszűnt vasúti megállóhely, melyet a MÁV üzemeltetett Püspökladány településen. A városközponttól jó 8 kilométerre délre fekszik, közúti elérését a közvetlenül mellette húzódó 4211-es út biztosítja.

## Vasútvonalak
A megállóhelyet az alábbi vasútvonalak érintik:
- Kötegyán–Püspökladány-vasútvonal

## Kapcsolódó állomások
A megállóhelyhez az alábbi állomások vannak a legközelebb:
- Hosszúhát megállóhely
- Püspökladány-Vásártér megállóhely